# Hunshikatti, Sampgaon
Hunshikatti là một làng thuộc tehsil Sampgaon, huyện Belgaum, bang Karnataka, Ấn Độ.